# ГЕС Мараетаі
ГЕС Мараетаі — гідроелектростанція на Північному острові Нової Зеландії. Знаходячись між ГЕС Whakamaru (вище за течією) та ГЕС Ваїпапа, входить до складу каскаду на річці Ваїкато, яка тече з центрального Вулканічного плато Північного острова у північно-західному напрямку та впадає до Тасманового моря за чотири десятки кілометрів від Окленда. Станом на середину 2010-х років є четвертою за потужністю в країні, поступаючись лише станціям Манапоурі, Бенмор та Клайд.
У межах проєкту річку перекрили бетонною арково-гравітаційною греблею висотою 87 метрів, довжиною 133 метри та товщиною від 11 (по гребеню) до 15,2 (по основі) метрів. Вона утримує резервуар з площею поверхні 4,1 км2 та об'ємом 85 млн м3, в якому припустиме коливання рівня поверхні між позначками 186,7 та 189,5 метра НРМ.
Зі сховища живляться два машинні зали, введені в експлуатацію у 1952—1953 та 1970—1971 роках, в кожному з яких встановлено по п'ять турбін типу Френсіс з одиничним показником 36 МВт. Один зал спорудили у пригреблевому виконанні, тоді як до іншого по лівобережжю веде дериваційний канал довжиною 0,5 км. При напорі у 61 метр обладнання станції забезпечує виробництво 885 млн кВт·год електроенергії на рік.
Видача продукції відбувається по ЛЕП, розрахованій на роботу під напругою 220 кВ.